# Ove Hygum
Ove Hygum (ur. 17 września 1956 w Kolding) – duński polityk i działacz związkowy, minister pracy w latach 1998–2001.

## Życiorys
Z wykształcenia urzędnik bankowy, pracował w kasie oszczędnościowej Sparekassen Sydjylland. Zaangażował się w działalność związkową, był sekretarzem do spraw zawodowych w konfederacji HK/Danmark (1982–1985) i przewodniczącym zrzeszającej urzędników organizacji HK/Stat (1985–1998). Członek Socialdemokraterne, od marca 1998 do listopada 2001 sprawował urząd ministra pracy w rządzie Poula Nyrupa Rasmussena. Od 2002 zawodowo związany z grupą Nordea, obejmował w niej stanowiska dyrektora wykonawczego i dyrektora zarządzającego.